# Карах-Хасанлу-Ходже-Паша
Карах-Хасанлу-Ходже-Паша (перс. قره‌حسنلو خواجه‌پاشا) — село в Ірані, входить до складу дехестану Бакешлучай у Центральному бахші шахрестану Урмія провінції Західний Азербайджан.